# Imagerie
L’imagerie consiste en la conception, la fabrication et le commerce des images.
À la fin du XIIIe siècle, le terme désigne un ensemble d'objets sculptés qui représentent des êtres ou des choses. La fabrication se faisait soit à la main, soit par impression mécanique. À partir de la fin du XXe siècle, elle se fait principalement par ordinateur et imprimante.
L'imagerie définit aussi simplement un ensemble d'images ayant soit une même origine et un style défini (par exemple, l'imagerie d'Épinal), soit un même style et un même genre (par exemple, l'imagerie populaire).
Le sens du mot image ayant connu des développements, le terme imagerie l'a suivi. Elle désigne donc également un ensemble de figures et de métaphores dans le domaine de la langue, ou d'un ensemble d'images mentales et psychiques qui se forment dans l'esprit.
Dans le domaine scientifique, le terme est fort utilisé : l'imagerie médicale est possible grâce à la radiologie, l'imagerie cellulaire relève de la microscopie, l'imagerie lenticulaire concerne les satellites, l'imagerie informatique englobe l'image numérique, etc.